# Limonia bagobo
Limonia bagobo är en tvåvingeart som beskrevs av Alexander 1931. Limonia bagobo ingår i släktet Limonia och familjen småharkrankar. Inga underarter finns listade i Catalogue of Life.